# 6312 Robheinlein

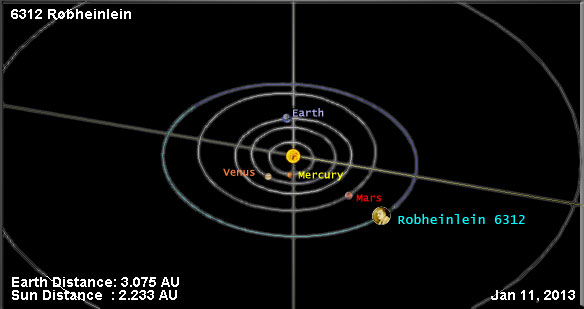
6312 Robheinlein

6312 Robheinlein eller 1990 RH4 är en asteroid i huvudbältet som upptäcktes den 14 september 1990 av den amerikanske astronomen Henry E. Holt vid Palomarobservatoriet. Den är uppkallad efter den amerikanske science fiction-författaren Robert A. Heinlein.
Asteroiden har en diameter på ungefär 3 kilometer.